# Zahlteller

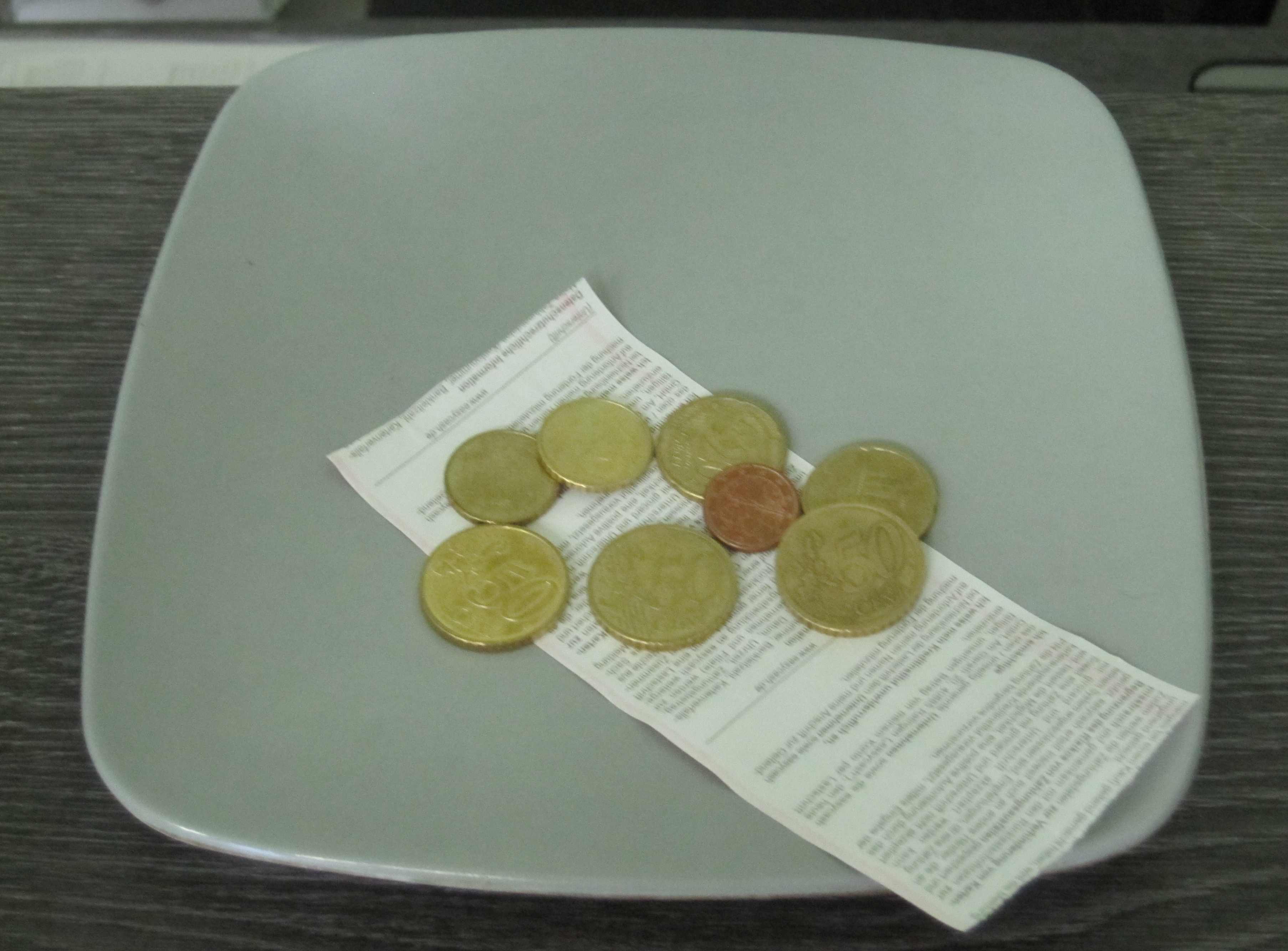
Klassischer Zahlteller

Zahlteller oder Zahlschalen sind Schalen, die auf Verkaufstheken aufgestellt werden, damit das Geld des Kunden beim Bezahlen nicht vom Tisch rollt. Daneben dient der Zahlteller der Trennung zwischen dem Kundengeld und dem herauszugebenden Wechselgeld. Von der Funktion her ähnlich sind Wechselgeldteller.

## Zahlteller als Marketinginstrument
Der Zahlteller ist am point of sale 
(deutsch: Verkaufstresen) in direkter Sicht des Kunden aufgestellt. Vielfach wird er daher mit Werbung bedruckt. Einerseits gibt es viele Anbieter von Markenartikeln oder Dienstleistungen, die kostenlos Zahlteller an den Einzelhandel abgeben, andererseits kann der Einzelhändler dieses Instrument nutzen, gezielt auf Produkte aufmerksam zu machen, um einen Spontankauf des Kunden zu bewirken.
Daher sind Zahlteller überwiegend bedruckt oder aus Glas oder Polymethylmethacrylat mit der Möglichkeit, Einleger mit Werbebotschaften unterzubringen. Es werden auch Zahlteller mit eingebauter Flüssigkristallanzeige angeboten, womit wechselnde oder bewegte Bilder möglich sind.

## Depotzahlteller
Depotzahlteller sind Zahlteller mit aufklappbarem Fach. Auf der Oberfläche werden Produkte und Wechselgeld übergeben. Der Innenraum des Depotzahltellers wird zur Produktpräsentation und zur Aufbewahrung von Produkten verwendet. Man findet sie häufig in Apotheken.
Meist besteht der aufklappbare Deckel wie der übrige Teller aus Acrylglas. Hochwertige Deckel sind entweder lackiert oder aus echtem Glas, damit sie durch die Hartgeldberührung nicht nach kurzer Zeit trübe und somit unansehnlich werden.